# Beacon Films Corporation
Beacon Films Corporation foi uma companhia cinematográfica estadunidense da era do cinema mudo, que foi responsável pelo seriado The Flame Fighter, em 10 episódios, em 1925, sua primeira produção. Foi presidida pelo diretor e roteirista Robert Anthony Dillon.